# Robert Monckton
Robert Monckton (Yorkshire, 24 giugno 1726 – Londra, 21 maggio 1782) è stato un generale e politico britannico.
Uno dei generali inglesi più brillanti durante la guerra dei sette anni, operò prevalentemente nelle colonie ed in Nord America. Fu secondo in comando del generale James Wolfe nella battaglia di Québec e poi venne nominato governatore della provincia di New York. Monckton è inoltre ricordato per il suo ruolo nella conquista di Fort Beauséjour in Acadia, e della conquista della Martinica nelle Indie occidentali, oltre che per il ruolo da lui avuto nella deportazione degli acadiani.

## Biografia

### I primi anni
Robert Monckton era figlio secondogenito di Elizabeth Manners e di suo marito, John Monckton (poi primo Visconte Galway) e, come molti altri ultrogeniti di famiglie aristocratiche, intraprese la carriera militare. Nel 1741, all'età di 15 anni, ottenne di entrare nel 3rd Regiment of Foot Guards. Combatté nella guerra di successione austriaca, rimanendo poi nelle Fiandre dopo che il grosso dell'esercito britannico venne richiamato in patria nel 1745 per fronteggiare la rivolta giacobita. Ascese rapidamente nei ranghi militari, divenendo tenente colonnello incaricato del comando del 47th Foot all'inizio del 1752.
Il padre di Monckton morì in quell'anno ed egli pertanto poté sedere al parlamento come deputato per Pontefract. Ad ogni modo, nel giro di un anno rinunciò ai propri incarichi parlamentari dopo aver ricevuto un incarico militare (col 47th Foot) in Nuova Scozia come ufficiale comandante di Fort Lawrence, sulla frontiera con l'Acadia, proprio di fronte a Fort Beauséjour, presso il fiume Missaguash. Monckton rimase in questa posizione per meno di un anno (agosto 1752 - giugno 1753). La frontiera tra Nuova Scozia e Acadia rimase perlopiù calma in quel periodo. Monckton ed il comandante francese di Fort Beauséjour si scambiarono note, disertori e cavalli durante il periodo, ma egli colse l'occasione per fare tesoro della famigliarità coi francesi che gli servirà in seguito.
Monckton venne chiamato ad Halifax nel 1753 a presiedere la corte marziale, ma gli venne chiesto di rimanere come membro del consiglio coloniale locale. Sul finire del 1753, gestì una rivolta minore capeggiata da coloni tedeschi (l'insurrezione di Hoffman) presso Lunenburg, in Nuova Scozia. Monckton investigò a fondo e trovò la fonte del conflitto tra i tedeschi e le autorità coloniali in un malinteso, chiedendo perdono ai ribelli .Ad ogni modo il superiore di Monckton, il vice governatore Charles Lawrence, si dimostrò meno incline a perdonare, avvertendo Monckton "... la grazia è sempre un dono accordabile (in particolare nei confronti di stranieri non conoscitori delle nostre leggi e dei nostri costumi), ma da meno effetti".

### La guerra franco-indiana
Nell'inverno del 1754, il governatore Charles Lawrence della Nuova Scozia e quello del Massachusetts, William Shirley, sotto direttive della madrepatria, stesero un piano per confrontarsi coi francesi sulla frontiera delle colonie americane. Questo studio portò alla fine ala guerra franco-indiana nell'ambito della guerra dei sette anni in Nord America. Una delle prime azioni fu l'attacco a Fort Beauséjour e Robert Monckton, profondo conoscitore dell'area e delle fortificazioni presenti, venne inviato a trascorrere l'inverno a Boston per sovrintendere alle operazioni.

#### Fort Beauséjour

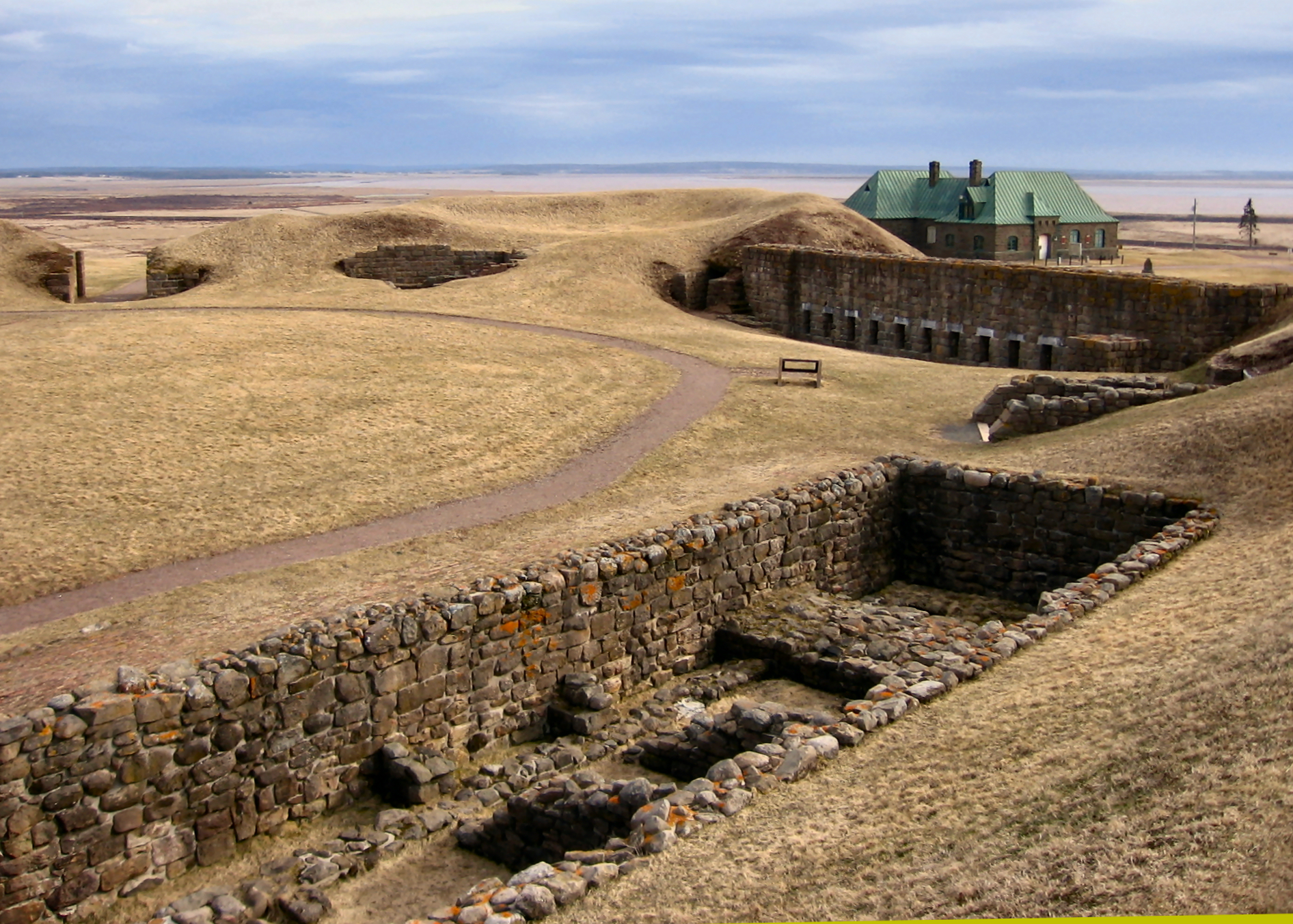
Veduta del sito di Fort Beauséjour oggi: si notano le fondamenta del quartiere degli ufficiali in primo piano, il moderno museo in secondo piano ed il Cumberland Basin sullo sfondo. Monckton si avvicinò al forte da Aulac Ridge, dietro l'osservatore dell'immagine.

Nel giugno del 1755, Monckton, al comando di una flotta di 31 trasporti e tre navi da guerra con a bordo 270 soldati inglesi e 2000 miliziani del New England, entrò nel Cumberland Basin. Le navi ancorarono alla foce del fiume Missaguash River e le forze inglesi riuscirono a sbarcare senza problemi. Utilizzando Fort Lawrence come punto di appoggio, Monckton circondò ben presto Fort Beauséjour ed iniziò ad avanzare verso di esso da nord muovendosi lungo la cima dell'Aulac Ridge. Iniziarono così due settimane di assedio, durante le quali gli zappatori inglesi scavarono delle trincee a zig-zag per permettere il bombardamento del forte con mortai. Il comandante del forte, Louis Du Pont Duchambon de Vergor, accerchiato da uomini in rapporto 1:4 decise di arrendersi. Il morale nella guarnigione del forte si era deteriorato anche a causa del mancato arrivo dei rinforzi previsti dalla fortezza di Louisbourg. Le diserzioni tra gli acadiani divenne un problema serio. Gli inglesi occuparono quindi il forte e lo rinominarono Fort Cumberland (in onore del duca di Cumberland). Dopo la capitolazione, Monckton trattò generosamente i prigionieri francesi ed offrì loro un passaggio alla fortezza di Louisbourg. Perdonò inoltre i disertori accadiani. Il comandante francese di Fort Gaspareaux, sulla parte opposta dell'istmo di Chignecto, ottenne il medesimo trattamento assicurando così la frontiera della Nuova Scozia agli inglesi. Fort Gaspareaux venne poi rinominato Fort Monckton.

### La deportazione degli acadiani

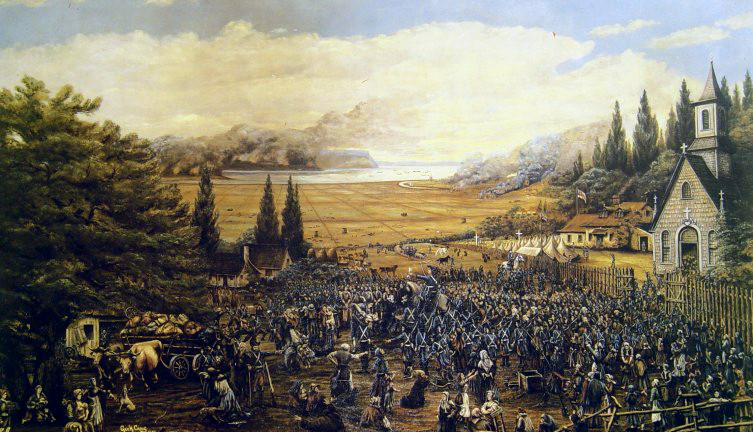
Grand Pré: Deportazione degli acadiani durante la campagna della baia di Fundy

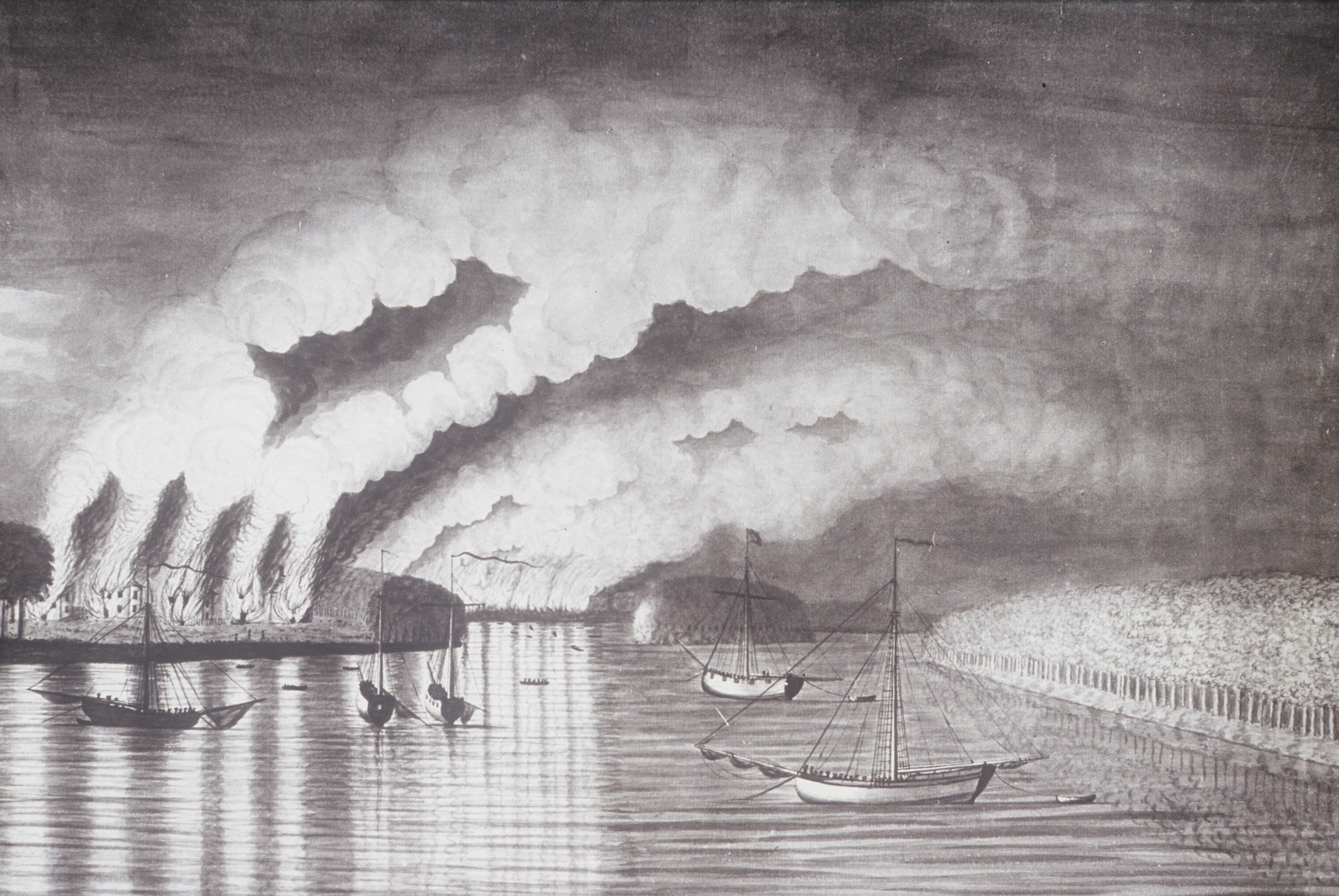
Campagna del St. John River: Veduta del saccheggio e dell'incendio della città di Grimross (attuale Gagetown, New Brunswick) disegno di Thomas Davies del 1758.

Dopo la presa di Fort Beauséjour, il governatore Lawrence ed il consiglio della Nuova Scozia decise che la presenza degli acadiani irregolari aveva costituito una violazione della neutralità di quel popolo, pur ignorando che la maggior parte degli acadiani proveniva dai territori francesi e non dalla Nuova Scozia. Tale pretesto, ad ogni modo, venne sfruttato per costringere gli abitanti acadiani della Nuova Scozia a giurare fedeltà pubblicamente alla corona britannica, fatto che gli acadiani avevano evitato per 40 anni e che ovviamente si rifiutarono ancora una volta di eseguire. Sfruttando la forza a disposizione di Monckton, Lawrence diede quindi l'ordine di espellere gli acadiani della regione. Questa ragione venne pesantemente influenzata dai recenti conflitti tra autorità inglesi e acadiani della Nuova Scozia durante la guerra di padre Le Loutre. L'ordine di Lawrence di deportare gli acadiani portò de facto alla loro dispersione nelle altre colonie britanniche del nord America, oltre che in Louisiana ed in Francia. Il 10 agosto 1755, il tenente colonnello Monckton, "con esemplare efficienza ma nessun apparente entusiasmo", portò a compimento l'ordine assegnatogli arrestando 400 acadiani e li imprigionò a Fort Cumberland in attesa della deportazione. Nei mesi successivi furono quasi 7000 gli acadiani espulsi.
Monckton venne nominato vice governatore della Nuova Scozia nel 1755, rimanendo in carica per tre anni e per due periodi fu de facto governatore della colonia. Per questi incarichi amministrativi, non poté partecipare all'azione che portò alla caduta della fortezza di Louisbourg nel 1758, ma sul finire dell'anno il colonnello Monckton guidò una forza di 2000 uomini per rompere la resistenza degli acadiani nel corso della campagna di St. John River, l'ultimo atto ce pose definitivamente l'Acadia sotto il controllo inglese.

### Le piane di Abraham

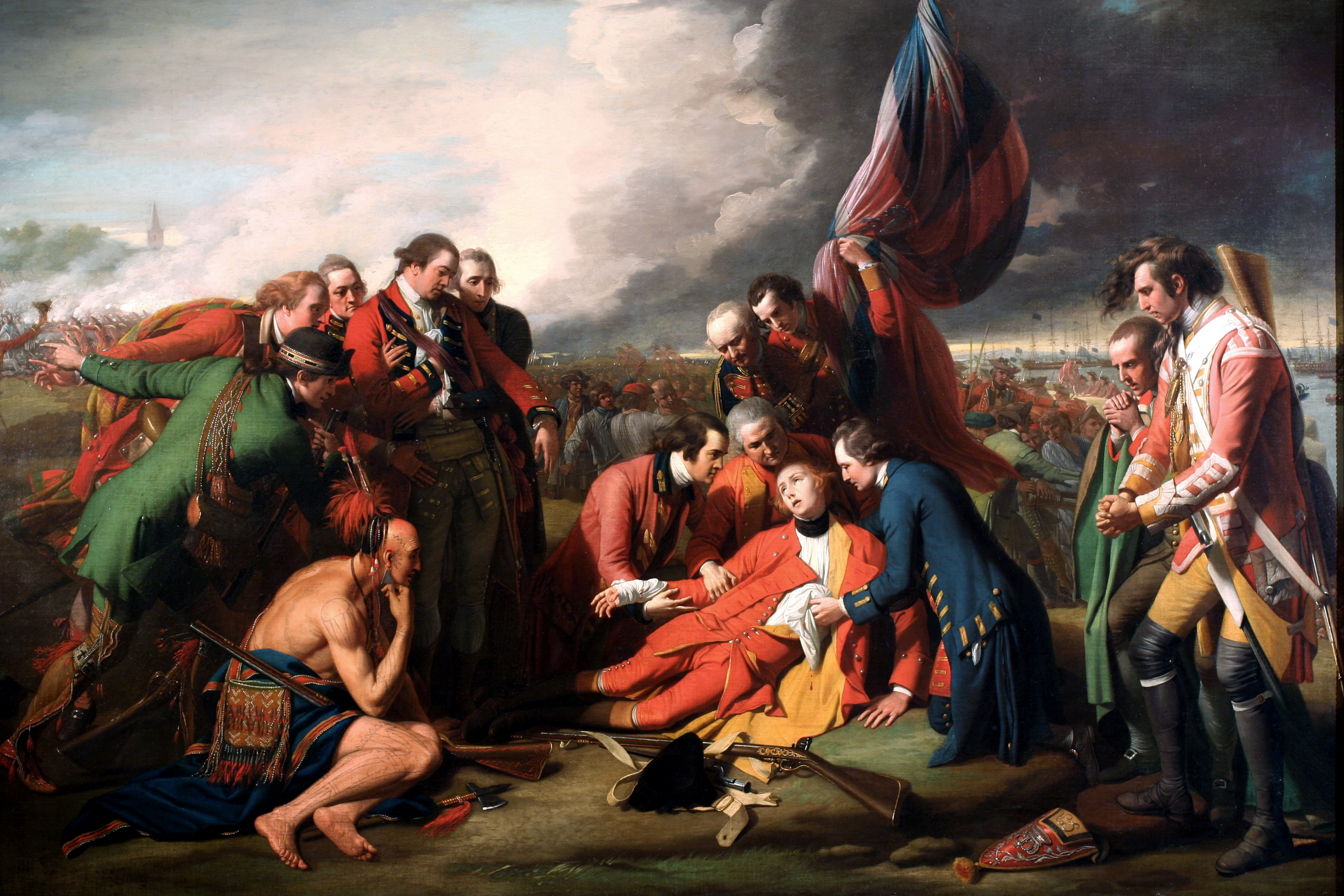
La morte del generale Wolfe di Benjamin West. Il generale di brigata Robert Monckton è raffigurato in piedi a sinistra del generale Wolfe.

All'inizio del 1759, il generale James Wolfe scelse Monckton quale suo secondo in comando nell'assalto della città di Québec. Il ruolo di Monckton nell'assedio e poi nella presa di Quebec fu notevole. Monckton stabilì il controllo sulle spiagge a sud del fiume San Lorenzo di fronte a Quebec e venne posto in carico delle batterie portate sul posto da Lévis. Monckton ottenne poi il comando del 47th Foot posto sul fianco destro degli inglesi durante la battaglia di Beauport del 31 luglio.
Col proseguire dell'assedio, il generale Wolfe e i suoi tre generali di brigata iniziarono a contrapporsi discutendo su come condurre il piano di battaglia. Monckton e altri due generali, George Townshend e James Murray raccomandavano un'avanzata diretta su Quebec da ovest anziché frontalmente dalla spiaggia di Beauport. Wolfe rimase influenzato da queste discussioni ma anziché sbarcare a Cap Rouge (come raccomandato dai sottoposti), scelse di sbarcare ad Anse au Foulon. Lo sbarco in questa zona avrebbe consentito agli inglesi di avere accesso diretto alle piane di Abraham, a breve distanza dalle mura di Quebec. Lo sbarco (diretto da Monckton) venne condotto dal tramonto all'alba del 13 settembre. Ironicamente, il comandante francese incaricato dell'accampamento era nuovamente de Vergor. I francesi vennero battuti in breve tempo all'accampamento e de Vergor venne ferito e nuovamente catturato.
Le piane di Abraham vennero conquistate facilmente dagli inglesi. Il comandante delle forze francesi a Quebec, Louis Joseph de Montcalm decise di affrontare le forze britanniche sul campo. Nella battaglia che seguì, Monckton comandò ancora una volta il fianco destro degli inglesi e venne ferito al petto. Questo gli impedì di presenziare alla resa di Quebec e, con la morte di Wolfe sul campo, fu il generale George Townshend a ricevere la capitolazione dei francesi. Monckton si risentì di questo fatto e, per quanto ferito, pretese di assumere il comando della città conquistata. Monckton comandò Quebec per un mese dopo la capitolazione dimostrando grandi capacità. Questa fu una decisione strategicamente saggia dal momento che gli inglesi, con l'approssimarsi dell'inverno, necessitavano della collaborazione della popolazione locale per sopravvivere.
Monckton venne sollevato dai suoi incarichi a Quebec il 26 ottobre 1759 e venne riassegnato a New York per convalescenza. Si riprese dalla sua ferita e nel 1760 venne nominato colonnello del 17th Regiment of Foot nonché comandante delle forze britanniche nelle province meridionali (a sud di New York). Qui, Monckton ottenne l'incarico di consolidare il controllo inglese nell'area attorno a Fort Pitt, oltre che nella regione del Niagara ed attorno alle vecchie fortificazioni francesi. Nel 1761, Monckton venne promosso al rango di maggiore generale.

### Presa della Martinica

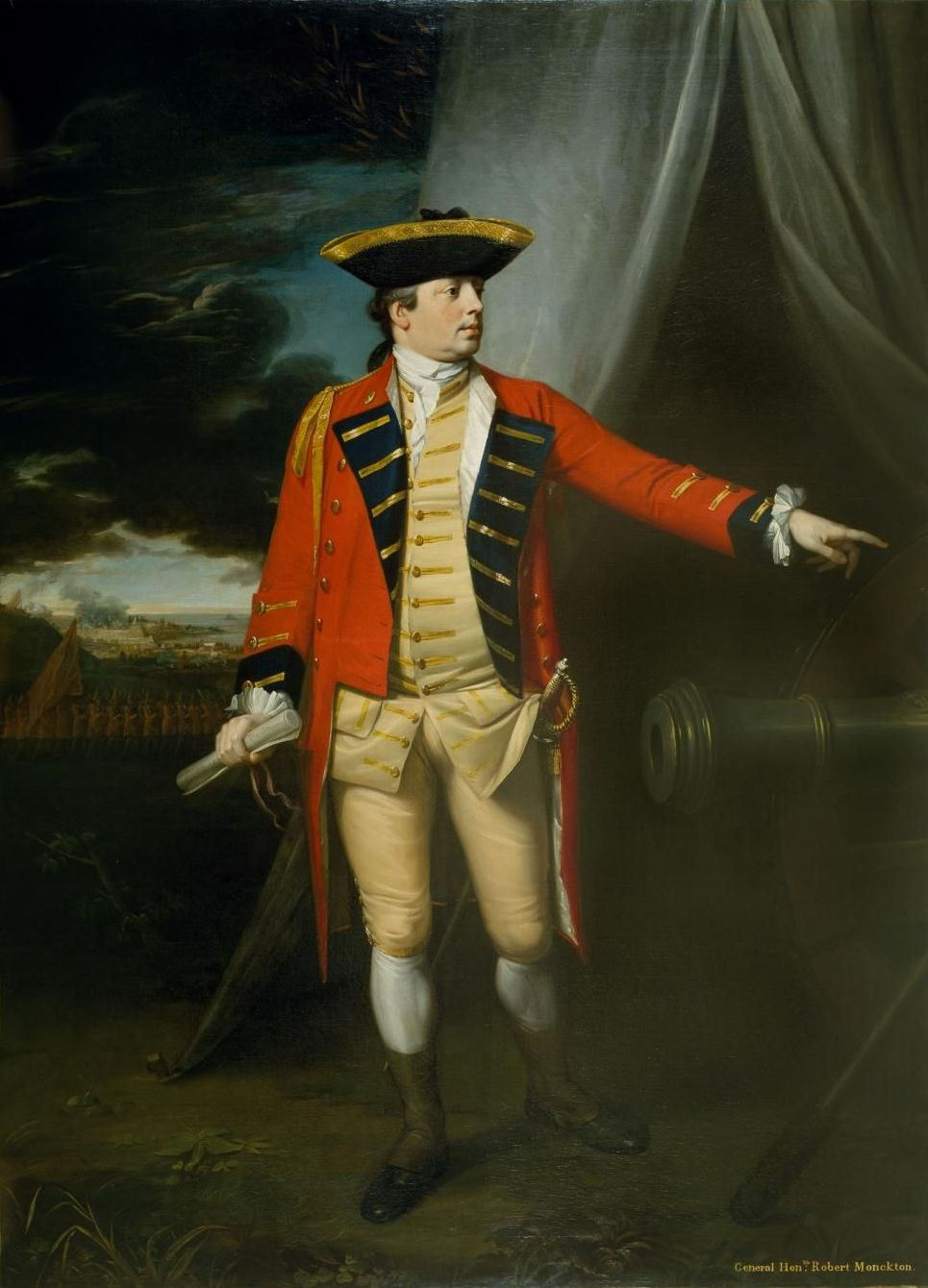
Il maggiore generale onorevole Robert Monckton, alla presa della Martinica, 1762, dipinto di Benjamin West.

Nel 1762, Monckton ottenne il comando da Jeffrey Amherst di un corpo di spedizione da inviare in Martinica. L'invasione inglese avrebbe contato su 8000 uomini e sull'ammiraglio Rodney salpato dalle Barbados il 5 gennaio e giunto in Martinica poi il 7 gennaio. Le forze inglesi sbarcarono il 16 gennaio presso la parte meridionale dell'isola, a 5 km dal capoluogo, Fort Royal (Fort-de-France). Monckton pazientemente costruì delle batterie per la successiva offensiva che venne lanciata il 24 gennaio. Sotto il fuoco di copertura dei cannoni, si tennero dei combattimenti attorno a Morne Grenier. Dal 28 gennaio, con le proprie linee assicurate, Monckton poté puntare su Fort Royal. La città si arrese il 3 febbraio ed il resto dell'isola venne definitivamente conquistato il 12 febbraio. I termini della capitolazione dell'isola, modellati sulla resa di Guadalupe del 1759 con alcuni piccoli cambiamenti, mostrarono innegabilmente come Monckton fosse un abile negoziatore. Tra il 26 febbraio ed il 3 marzo, Monckton inviò dei distaccamenti di uomini a Saint Lucia, Grenada e Saint Vincent che caddero senza opporre resistenza. Si stava preparando alla conquista di Tobago quando ricevette l'ordine di preparare i suoi uomini e di salpare alla volta de L'Avana, Cuba.
La presa della Martinica da parte di Monckton fu molto importante anche nei negoziati condotti successivamente dagli inglesi, anche per le copiose piantagioni di zucchero che vi avevano sede. Col trattato di Parigi del 1763 che pose fine alla guerra dei sette anni, i francesi chiesero la restituzione della Martinica, cedendo invece il Canada e l'Acadia. Voltaire definì questo scambio come vantaggioso dal momento che a suo parere il Canada non era niente più che "qualche acro di neve".

### Gli ultimi anni
Monckton tornò dai Caraibi sul finire del 1762. Venne successivamente nominato governatore della provincia di New York. Mantenne tale posizione sino al 1765, anche se lasciò il Nord America già nel 1763 per fare ritorno in Inghilterra. Nel 1765 Monckton venne nominato governatore di Berwick-upon-Tweed. Nel 1770 venne promosso al rango di tenente generale. Successivamente si interessò alle Indie orientali ma, malgrado avesse l'appoggio del re e gli appoggi necessari all'interno della Compagnia britannica delle Indie orientali, non venne nominato ad alcuna posizione. Gli venne offerto un nuovo comando in Nord America, che egli rifiutò. Nel 1778 divenne governatore di Portsmouth e deputato per la medesima città. In quello stesso anno, suo fratello minore, Henry Monckton venne ucciso nella battaglia di Monmouth nel New Jersey durante l'evacuazione di Philadelphia. L'anno successivo, Robert Monckton organizzò le difese di Portsmouth contro l'Armada del 1779 (nel corso della guerra d'indipendenza americana). Come parte dei suoi compiti, iniziò la costruzione di un forte sul porto di Portsmouth, che dopo la sua morte ne prese il nome. Monckton morì il 21 maggio 1782 all'età di 55 anni e venne sepolto nella St. Mary Abbot's Church, Kensington, Londra.

## Memoria
Le azioni di Monckton lo resero celebre nel Settecento coloniale inglese. A lui venne dedicata la città di Moncton, nel New Brunswick (presso Fort Beauséjour).
Monckton, ad ogni modo, rimane ancora oggi una figura controversa. A lui infatti è addossata la colpa della deportazione degli acadiani, anche se egli fu un mero esecutore delle direttive del governatore Lawrence. Sicuramente fu uno dei più abili generali inglesi nel corso della guerra dei sette anni ed un amministratore coloniale competente.